# Video Days
Video Days é um curta-metragem estadunidense de 1991, dirigido por Spike Jonze. O filme fala sobre skateboarding, e foi estrelado por Mark Gonzales, Rudy Johnson, Jason Lee, Guy Mariano, e Jordan Richter.
Video Days é um dos vídeos mais influentes do cenário skateboarding, se não o mais influente [carece de fontes?]. Vários skatistas, profissionais ou não, incluem esse vídeo na lista de seus vídeos de skateboarding favoritos [carece de fontes?].